# 인플레이스
인플레이스(In Place)은 2017년에 데뷔한 밴드다.

## 방송
- TOP밴드 3 - Top14

## 음반
- TOP밴드3 Part.1 (2015)
- Top밴드3 Part.5 (2015)
- Wonderland (2017)